# Volta a Noruega 2016
La Volta a Noruega 2016, 6a edició de la Volta a Noruega, es va disputar entre el 18 i el 22 de maig de 2016 sobre un recorregut de 888,5 km repartits entre cinc etapes. La cursa formava part del calendari de l'UCI Europa Tour 2016, amb una categoria 2.HC.
El vencedor fou el neerlandès Pieter Weening (Roompot Oranje Peloton) que s'imposà per vint-i-tres segons sobre el noruec Edvald Boasson Hagen (Dimension Data). Weening aconseguí el lidera a la fi de la segona etapa, que guanyà en solitari, i conservà el liderat fins a l'etapa final. En tercera posició finalitzà el també noruec Sondre Holst Enger (Noruega), alhora vencedor de la classificació per punts. En les altres classificacions secundàries Mads Pedersen (Stölting Service Group) guanyà la classificació de la muntanya, Odd Christian Eiking (Noruega) la dels joves i la selecció noruega fou el millor equip.

## Equips
L'organització convidà a prendre part en la cursa a tres equips World Tour, onze equips continentals professionals, sis equips continentals i un equip nacional:
- equips World Tour: Dimension Data, Lotto Soudal, Team LottoNL-Jumbo
- equips continentals professionals: Bora-Argon 18, Caja Rural-Seguros RGA, Delko-Marseille, Drapac Professional Cycling, Nippo-Vini Fantini, One Pro Cycling, Roompot Oranje Peloton, Stölting Service Group, Team Roth, Topsport Vlaanderen-Baloise, Wanty-Groupe Gobert
- equips continentals: Team Coop-Øster Hus, Team FixIT.no, Team Joker Byggtorget, Team Ringeriks-Kraft, Team Sparebanken Sør, Team Tre Berg-Bianchi
- equips nacionals: Noruega

## Etapes
| Etapa    | Data       | Ciutats d'etapa                  | type                    | Distància (km) | Vencedor de l'etapa  | Líder de la general |
| -------- | ---------- | -------------------------------- | ----------------------- | -------------- | -------------------- | ------------------- |
| 1a etapa | 18 de maig | Drammen – Langesund              | etapa plana             | 172,4          | Steele Von Hoff      | Steele Von Hoff     |
| 2a etapa | 19 de maig | Kragerø – Rjukan                 | etapa de mitja muntanya | 211,2          | Pieter Weening       | Pieter Weening      |
| 3a etapa | 20 de maig | Rjukan – Geilo                   | etapa de mitja muntanya | 168,3          | Mads Pedersen        | Pieter Weening      |
| 4a etapa | 21 de maig | Flå – Hønefoss Airport, Eggemoen | etapa accidentada       | 173,2          | Edvald Boasson Hagen | Pieter Weening      |
| 5a etapa | 22 de maig | Drøbak – Sarpsborg               | etapa accidentada       | 163,4          | Edvald Boasson Hagen | Pieter Weening      |

## Classificació final
|    | Ciclista                   | Equip                       | Temps       |
| -- | -------------------------- | --------------------------- | ----------- |
| 1  | Pieter Weening (NED)       | Roompot Oranje Peloton      | 22H 17' 20' |
| 2  | Edvald Boasson Hagen (NOR) | Dimension Data              | + 23"       |
| 3  | Sondre Holst Enger (NOR)   | Noruega                     | + 33"       |
| 4  | Odd Christian Eiking (NOR) | Noruega                     | + 55"       |
| 5  | Sander Armée (BEL)         | Lotto Soudal                | + 57"       |
| 6  | José Mendes (POR)          | Bora-Argon 18               | + 59"       |
| 7  | Marco Minnaard (NED)       | Wanty-Groupe Gobert         | + 1' 02"    |
| 8  | Eliot Lietaer (BEL)        | Topsport Vlaanderen-Baloise | + 1' 19"    |
| 9  | Pello Bilbao (ESP)         | Caja Rural-Seguros RGA      | + 1' 30"    |
| 10 | August Jensen (NOR)        | Team Coop-Øster Hus         | + 1' 31"    |

## Evolució de les classificacions
| Etapa | Venedor              | Classificació general | Classificació per punts | Classificació de la muntanya | Classificació dels joves | Classificació per equips |
| ----- | -------------------- | --------------------- | ----------------------- | ---------------------------- | ------------------------ | ------------------------ |
| 1     | Steele Von Hoff      | Steele Von Hoff       | Steele Von Hoff         | Håvard Blikra                | Phil Bauhaus             | Team Joker Byggtorget    |
| 2     | Pieter Weening       | Pieter Weening        | Steele Von Hoff         | Pieter Weening               | Odd Christian Eiking     | Roompot Oranje Peloton   |
| 3     | Mads Pedersen        | Pieter Weening        | Pieter Weening          | Mads Pedersen                | Odd Christian Eiking     | Noruega                  |
| 4     | Edvald Boasson Hagen | Pieter Weening        | Sondre Holst Enger      | Mads Pedersen                | Odd Christian Eiking     | Noruega                  |
| 5     | Edvald Boasson Hagen | Pieter Weening        | Sondre Holst Enger      | Mads Pedersen                | Odd Christian Eiking     | Noruega                  |
| Final | Final                | Pieter Weening        | Sondre Holst Enger      | Mads Pedersen                | Odd Christian Eiking     | Noruega                  |